# 清水宗知
清水 宗知（しみず むねとも）は、戦国時代から安土桃山時代にかけての武将。備中国の国人・清水宗則の子。弟に清水宗治、難波宗忠。子に清水行宗。通称は六郎兵衛。入道後の月清という名で知られている。

## 生涯
備中国の国人・清水宗則の長男として生まれた。庶子であったのか、清水氏の家督は弟の宗治が継いでいる。別の文献では、武者修行のため諸国を遍歴し、家督を継がなかったとする。
しかし、宗知もその勇猛さでは弟に負けておらず、永禄11年（1568年）の立花鑑載の反乱でも、鑑載の支援の将として九州に渡り、大友氏と戦っている。
天正10年（1582年）の備中高松城の戦いでは、弟の宗治と共に備中高松城に入り防備を固めたが、羽柴秀吉によって水攻めを受ける。
6月4日、最終的には兵士の助命を条件として開城し、弟の宗治や難波宗忠、小早川氏からの援将・末近信賀と共に切腹した。
嫡男の行宗が跡を継いだ。